# Crypt of the Wizard
Crypt of the Wizard es el cuarto álbum de estudio de Mortiis, editado por Dark Dungeon en 1996.
Para este álbum Mortiis inaugura una metodología diferente, incluyendo un set de canciones más cortas, compiladas de varios singles, en lugar de los dos largos segmentos utilizados en discos anteriores; no obstante los títulos siguen siendo en idioma noruego (salvo el título del disco, que es en inglés).
Este sería el anteúltimo trabajo de su -así llamada- "Era I", fue reeditado por el sello británico Earache Records.

## Lista de canciones
1. Ferden Og Kallet 5:50
2. Da Vi Bygde Tårnet 8:01
3. Under Tårnet's Skygge 5:49
4. En Sirkel Av Kosmisk Kaos 7:30
5. Vandreren's Sang 8:00
6. Den Bortdrevne Regnbuen 5:39
7. Trollmannen's Krypt 6:09
8. Stjernefødt 4:54
9. I Mørkret Drømmende 5:58
10. Fanget I Krystal 3:36